# Усора-Соли
Усора-Соли (хорв. Usora-Soli) — административно-территориальная единица Независимого государства Хорватия, что возникла 20 июля 1941 года на территории современной Боснии и Герцеговины во время Второй мировой войны. К 5 июля 1944 года называлась Усора и Соли. Её административным центром была Тузла. Большая жупания получила своё название от одноимённой исторической области.
Гражданской администрацией в большой жупании руководил большой жупан, которого назначал диктатор Анте Павелич. Первым большим жупаном этой большой жупании стал член (с 1938 года) Югославской мусульманской организации Рагиб Чаплич. В сентябре 1942 большим жупаном назначен Бахрия Кадич, а в марте 1944 года большим жупаном становится Авдо Феризбегович.
Большая жупания делилась на районы, которые назывались «котарские области» (хорв. Kotarske oblasti) и совпадали по имени с их административными центрами:
- Власеница (с 5 июля 1944),
- Добой,
- Грачаница,
- Маглай,
- Теслич,
- Тешань,
- Тузла,
- Зворник,
- Кладань (с 16 августа 1941),
- Сребреница (с 5 июля 1944).

Кроме того, в отдельную административную единицу был выделен город Тузла.
С реорганизацией больших жупаний в Независимом государстве Хорватия на основании Постановления о больших жупах от 5 июля 1944 к Усора-Соли присоединены районы Сребреница и Власеница из большой жупании Врхбосна.
С 10 октября 1944 центр перенесён из Тузлы в Добой в связи с началом военных действий НОАЮ.